# ブースト型核分裂兵器

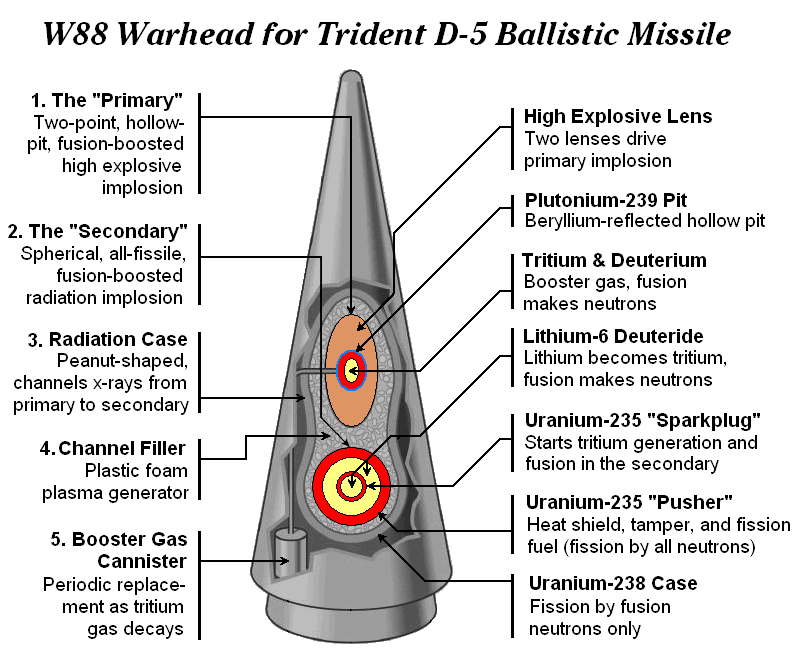
米国のW88核弾頭の構造予測図。これは、2ステージ型の核融合兵器であるが、第1段 (primary stage；上側の楕円形の部分) はブースト型核分裂爆弾である。"5.Boost Gas Cannister" が重水素 (Deuterium) ガスと三重水素 (Tritium) ガスのタンク。第1段のプルトニウム・コア (pit) の中空部に "Booster Gas" の表示がある。

ブースト型核分裂兵器（ブーストがたかくぶんれつへいき、英: boosted fission weapon）または、ブースト型核分裂爆弾（ブーストがたかくぶんれつばくだん）、あるいは強化原爆（きょうかげんばく）は、通常は少量の核融合物質を用いて余分な中性子を発生させ、核分裂の頻度を増加させることで、早期発火（predetonation、または未熟核爆発 (fizzle yield)）を防ぐとともに核出力 (nuclear yield) を増強するタイプの核兵器（爆縮型核分裂兵器）を指す。
この方式による核分裂（そして核出力）の増強効果をブースト、そのためのメカニズムをブースターと呼ぶ。核融合反応を利用するが、それによる発生エネルギーの増加はごく僅か、恐らく1%程度であり、その主な目的が核分裂反応の増強である点で水素爆弾などの核融合兵器とは異なる。
ブーストによる早期発火の防止は、原子炉級プルトニウム (reactor grade plutonium, RGPu) で核分裂兵器を製造する際の鍵となる技術でもある。また、同量の核物質であれば、この技術を用いることにより、より大きな威力を得られるので、核弾頭の小型化には不可欠の技術とされる。
このブーストというアイデアは、1947年の秋から1949年の秋の間に、米国のロスアラモス国立研究所で初めて開発された。

## 原理
爆縮型核分裂兵器では、核分裂物質は、通常爆薬によって生み出される、均一な球面状の爆縮衝撃波によって、高速で圧縮されて超臨界状態になる。この超臨界状態では、核物質の外部に漏れる中性子や吸収だけされて核分裂が誘発されない反応による中性子の消耗を差し引いても、核分裂反応で放出される中性子が十分な量の他の核物質の核分裂を誘発し、さらに連鎖することで全体として中性子数が増加していく連鎖反応を形成する。この単純な連鎖反応で、核兵器自身がバラバラに飛散する前までに（核物質コアが飛散すれば未臨界状態になり、その時点で未分裂の核物質はもはや分裂できなくなる）分裂できる核物質は、最大で20%に過ぎない。条件が理想から遠い場合は、この比率はさらに悪化する。
また、核物質が圧縮されて十分な超臨界状態になる前に、連鎖反応が最低限持続する臨界状態（後述する α が 0 に近い状態）となる瞬間がある。この状態で核物質内部で十分に高いエネルギーを持った中性子が生成されるか、外部から侵入すると、核物質の圧縮合体が不完全な状態で連鎖反応を開始してしまうため、生成される核エネルギーで核物質の圧縮はその時点で急激に阻止され、大部分の核物質が未分裂のままで飛散してしまう。これが早期発火である。臨界状態におけるこのような不都合な中性子生成の最大要因は、核物質（主成分は通常は239Pu）中に不純物として含まれる、自発核分裂を起こすことができる同位体（通常は238Pu、240Pu、242Pu）の存在である。
正規の爆縮型核兵器において、239Puの比率がおよそ93%以上の兵器級プルトニウム (weapon grade plutonium, WGPu) を用いる主目的は、早期発火を防止して、設計値通りの核出力を高い信頼性で得るためである（他に貯蔵中の核物質の発熱と放射線を低レベルに抑えるという目的もある）。兵器級プルトニウムを用いた核兵器では、超臨界状態がピークに達する適切なタイミングで、核物質の外部から連鎖反応の引き金となる中性子を供給するメカニズムが必要となる。
ブースト型核分裂兵器では、通常は核融合物質として重水素 (deuterium) ガスと三重水素 (tritium) ガスの混合物を用いる。起爆時にはまず核分裂反応が開始し、大部分の核分裂物質が未反応の初期段階で、核分裂反応に伴う高温高圧によって重水素1原子核と三重水素1原子核が重水素―三重水素 (D-T) 融合反応を開始する。核融合反応率は20から30メガケルビンで十分大きな値となる。この温度は、1%未満の核物質が分裂した、非常に低効率の段階で達成されてしまう（これはTNT換算で数百トンの爆発力に相当する）。
核融合反応によって放出される中性子が、核分裂反応で放出される中性子に加算され、これがさらに多数の核分裂反応を誘発して中性子を放出させる。これにより、核分裂の頻度が非常に増加するため、核物質自身の発生させたエネルギーで核物質が分解して飛散する前に、より多くの核物質が核分裂を起こすことができるようになる。
超臨界状態における核物質内の中性子の（そして核分裂の）増加率を表現する数値として、ある時刻における中性子の増加率を、その時刻における中性子の総数で除した値が用いられ、記号としては α または a が用いられる。α は実際には時刻とともに変動する時刻関数であるが、この値が一定であると仮定すると、A を適当な定数として、時刻 t における中性子数は Aeα·t と表現される（電子回路における時定数と類似している。単位も同様に時間の逆数の次元を取る）。この式から、α が 0 であれば中性子数は増加も減少もしない、つまり臨界状態にあることが分かる。
ブーストを用いない核分裂兵器では、核物質がプルトニウムの場合でもウランの場合でも、α の最大値は 108 s−1 からその数倍程度となる。D-T融合によるブーストを行うと、この値は約1桁大きくなる。
さらに、重水素と三重水素の融合によって発生する中性子のエネルギーは、14 MeV であり、核分裂反応によって発生する平均的な中性子のエネルギーである 2 MeVと比較すると7倍もエネルギーの高い中性子を生成する。この高エネルギー中性子は、次のような理由で、核分裂中性子よりもさらに核物質に吸収されやすく、また核分裂を発生させ易い。
1. 核融合による高エネルギー中性子が核分裂物質の原子核に衝突した場合、核分裂由来の中性子による衝突と比較して、より多数の2次中性子が放出される（例えば239Puの場合2.9に対して4.6）。
2. 核融合による高エネルギー中性子に対する核分裂断面積は、核分裂による中性子の場合より全断面積がより大きくなり、それに比例して散乱断面積も捕獲断面積もより大きくなる。

ブーストによる寄与効果の大きさは、用いられる核融合物質の量を考察することで説明される。1 molの重水素（約2 g）と1 molの三重水素（約3 g）が完全に核融合すると、1 molの中性子が生成される。中性子の外部への漏出によるロスと、中性子が原子核に衝突しても散乱のみで核分裂が起こらない場合を無視すると、この中性子は1モルのプルトニウム（約239 g）を分裂させ、これによりさらに 4.6 molの中性子が生成される。そしてこの 4.6 molの中性子が、今度は 4.6 molのプルトニウム（約1099 g）を分裂させることができる。この最初の2世代で分裂する1.338 kgのプルトニウムは、TNT爆薬換算で約23キロトン（97 TJ）に相当するエネルギーを放出する。これは、核兵器が4.5 kgのプルトニウム（2ステージ核兵器の第1段（核分裂段）の典型的な値）を持つとして、その29.7%に当たることになる。5 g の核融合物質が放出するエネルギーは1.338 kgのプルトニウムの分裂によるエネルギーの1.73%に過ぎない。核融合ブーストの後の第2世代の核分裂以降も連鎖反応は続くので、さらに大きなトータル核出力と高効率も達成可能である。
また、爆縮型核兵器は、もし臨界状態に到達する瞬間に中性子が存在して早期発火となってしまっても、必ず核融合反応を起こすために十分な程度の範囲の核出力（前述のようにTNT換算で数百トン、温度 20〜30 MK）を達成するように設計することが可能であるため、一旦核融合反応が開始されれば、（たとえ早期発火となったとしても）相対的に短時間に大量の高エネルギー中性子の供給により、核物質全体が飛散するまでにかなりの量の核物質が核分裂を終了できる。つまり、核融合ブーストは早期発火からのリカバリーを可能にするのである（もちろん、早期発火とならなければ、ブーストにより通常よりもさらに効率が高くなり、より大きな核出力が得られる）。

## 現代の核兵器でのブーストの利用
現代のブースト型核分裂兵器では、重水素ガスと三重水素ガスの混合物は、これを球殻状の核物質の中空部（hollow cavity、爆縮型核分裂兵器の核物質は通常このような球殻状である）に注入するか、または核物質の外側の劣化ウランなどでできたタンパーと、レビテイトされた (levitated：隙間によって浮かされた）内側の核物質コアとの間に設けられたギャップに注入する。固体の重水素化リチウム・三重水素化リチウムが使用される場合もあるが、ガスの方がフレキシビリティーが大きく、外部に保存することも可能である。三重水素は核分裂兵器の運用年数に対して相対的に半減期が短い（12.32年）ため、十分な効果を発揮させるためには三重水素ガスを定期的に交換するか、あるいは起爆の少し前に核兵器の外部から新鮮なガスを注入することが望ましく、実戦でもそのような運用が行われている模様である。
ブースト型核分裂兵器の第1の利点は、早期発火リスクの低減である。兵器級プルトニウムを用いて製造された正規の核兵器で早期発火を起こす確率は非常に低いが、実戦において近い距離での核爆発によって中性子照射を受けた場合は核物質内に自発核分裂を起こしやすい同位体が生じるため、後で起爆した際に早期発火を起こして、高い核出力を達成する前に飛散してしまう確率が高まる。核融合ブースト型核分裂兵器では、このような近接した核爆発による中性子照射に対しても、非ブースト型の核兵器よりは影響を受けにくくなる。
第2の利点は、高い核出力の割には重量を減少できる効率性であり、このため前述のように核兵器の小型化には不可欠な技術ともなっている。
現代の核兵器のほとんどは、第1段の核分裂兵器と第2段の核融合兵器を組み合わせた2ステージ型の核融合兵器であるが、上記のような利点から、第1段はほとんどの場合核融合ブースト型核分裂爆弾であり、特に現在米国が保有する核兵器は全てそうである（図参照）。
また、ある核兵器設計者によれば、核兵器における著しい効率の向上（1945年以来、約100倍）の理由の大部分はブースト技術によるものであるとする。

## いくつかの初期の単段式熱核兵器のデザイン
当初、核融合によるブーストはもう一つの別の意味合いを持っており、今では完全に陳腐化してしまったが、核融合反応で高速中性子を大量に発生させ、これで劣化ウランの核分裂を起こすというタイプのシングルステージの核兵器を目指したものであった。これも2ステージ型である水素爆弾とは異なる。
ソビエト連邦のJoe-4 "Layer Cake" ("Sloika") のような初期の熱核兵器では、劣化ウランの主成分である238Uの核分裂を誘発するために、大量の核融合反応を使用する設計になっていた。これらの兵器は、核分裂性のコアが重水素化6Liで取り巻かれ、これをさらに劣化ウランで取り囲む構造であった。他のいくつかの設計では、別の核物質の層を持つ構造になっていた。ソ連の "Layer Cake" は、米国の "Alarm Clock"（結局建造されることはなかった）や英国の "Green Bamboo"（建造されたがテストは行われなかった）と類似したものであった。
このタイプの兵器が爆発する場合、高濃縮ウランまたはプルトニウムのコアが中性子を生成し、そのうちのいくつかが6Li原子に衝突することで三重水素を生成する。核分裂反応によるコア温度上昇により、非常な高圧を必要とせずに重水素と三重水素が熱核融合を起こす。
この種の兵器の主目的は、エネルギーよりも、むしろこの高エネルギーの中性子の生成である。核融合反応で得られる 14 MeV もの高エネルギー中性子が238Uの原子に衝突し核分裂を起こす。この核融合ステージがない場合、238Uに衝突した核分裂由来の 2 MeV の中性子は、そのほとんどが単に吸収されてしまうだけである。238Uの核分裂はエネルギーと中性子を放出することで6Liからさらに三重水素を生成するという形で、このサイクルが繰り返されていくことになる。劣化ウランは高濃縮ウランに比べて極めて安価であること、及びそれが臨界量を持たないため大事故に陥る危険性が小さいという両方の理由で、238Uを核分裂させることによって得られるエネルギーの増分は兵器にとって有用である。
このタイプの熱核融合兵器は、核出力のうち最大20%を核融合で生成する。残りは核分裂によるが、全体の核出力はTNT換算で1メガトン（4 PJ）が限度であるとされている。Joe-4の核出力はTNT換算で400キロトン (2 PJ) であった。
これに対して真の（多段式の）水素爆弾は、典型的には核融合反応で核出力の約50%を生成する。技術的には核融合反応による核出力の97%生成も既に達成されており (Tsar Bomba)、全体の核出力の上限は存在しない。